# 油木中継局
油木中継局（ゆきちゅうけいきょく）は、広島県神石郡神石高原町（旧油木町）にあるテレビジョン・FM放送の中継局である。

## 概要
- 当中継局は、神石郡神石高原町安田字鍋谷の鍋谷山（なべたにやま）山頂にあり、神石高原町の一部をカバーしている[1]。

### 地上デジタルテレビ放送
| ID | 放送局名              | 物理 チャンネル | 空中線 電力 | ERP  | 放送対象地域 | 放送区域 内世帯数 | 偏波面   | 開局日         |
| 1  | NHK 広島総合          | 40              | 1W          | 9.3W | 広島県       | 約480世帯         | 水平偏波 | 2009年 8月31日 |
| 2  | NHK 広島教育          | 38              | 1W          | 9.1W | 全国         | 約480世帯         | 水平偏波 | 2009年 8月31日 |
| 3  | RCC 中国放送          | 46              | 1W          | 8.1W | 広島県       | 約480世帯         | 水平偏波 | 2009年 8月31日 |
| 4  | HTV 広島テレビ放送    | 48              | 1W          | 8.1W | 広島県       | 約480世帯         | 水平偏波 | 2009年 8月31日 |
| 5  | HOME 広島ホームテレビ | 36              | 1W          | 8.5W | 広島県       | 約480世帯         | 水平偏波 | 2009年 8月31日 |
| 8  | TSS テレビ新広島      | 50              | 1W          | 8.1W | 広島県       | 約480世帯         | 水平偏波 | 2009年 8月31日 |

- 2009年7月29日に予備免許交付[2]、8月3日から試験放送開始で、8月27日に本免許交付、8月31日に本放送開始[3]。吉舎中継局と同時。
- HOMEとtssは、デジタル新局として開局。

### 地上アナログテレビ放送
| チャンネル | 放送局名           | 空中線 電力       | ERP               | 放送対象地域 | 放送区域 内世帯数 | 偏波面   | 開局日 |
| 52+        | NHK 広島教育       | 映像10W /音声2.5W | 映像110W /音声27W | 全国         | 約-世帯           | 水平偏波 | 不明   |
| 56ch+      | NHK 広島総合       | 映像10W /音声2.5W | 映像110W /音声27W | 広島県       | 約-世帯           | 水平偏波 | 不明   |
| 59+        | RCC 中国放送       | 映像10W /音声2.5W | 映像98W /音声24W  | 広島県       | 約-世帯           | 水平偏波 | 不明   |
| 62+        | HTV 広島テレビ放送 | 映像10W /音声2.5W | 映像98W /音声24W  | 広島県       | 約-世帯           | 水平偏波 | 不明   |

- 2011年7月24日をもってすべて廃止された。
- HOMEとTSSにはチャンネルが割り当てられていなかった。

## FMラジオ放送
| 周波数 （MHz） | 放送局名  | 空中線 電力 | ERP  | 放送対象地域 | 放送区域 内世帯数           | 偏波面   | 開局日 |
| -------------- | --------- | ----------- | ---- | ------------ | --------------------------- | -------- | ------ |
| 82.6           | NHK広島FM | 10W         | 9.3W | 広島県       | 不明 （神石高原町ほぼ全域） | 水平偏波 | 不明   |

- 広島エフエム放送は中継局を設置していない。